# ほうき星 (ユンナの曲)
『ほうき星』（ほうきぼし）は、韓国出身の女性歌手・ユンナの3枚目のシングル。

## 解説
2005年第1弾シングル。収録曲4曲中、インストゥルメンタルバージョンを除く3曲全てにタイアップが付いた。
初回生産盤には、『BLEACH』描下ろしワイドキャップステッカーと『BLEACH』死神キャラクター図鑑ジャバラブックレット上巻が付属。
オリコン週間シングルチャートでは最高15位を記録、初めてトップ20入りを果たした。

## 収録曲
1. ほうき星 (3:17)
作詞：佐藤永麻 作曲/編曲：田中直
TX系テレビアニメ『BLEACH』エンディングテーマ（2005年4月5日 - 2005年6月28日放送分）。
テレビ神奈川『saku saku』 2005年6月度エンディングテーマ
2. あした、天気になれ。 (4:12)
作詞：Satomi 作曲/編曲：田村直樹
TBS系ドキュメンタリー番組『世界ウルルン滞在記』エンディングテーマ。
3. 思い出にできない (6:05)
作詞：JUN 作曲：小山晃平 編曲：佐橋佳幸
ライム・ライト配給オムニバス映画『天使が降りた日』第5話「Diaries」主題歌。
4. ほうき星-instrumental (3:17)

## 楽曲の収録アルバム
- Go! Younha（#1, #2, #3） - #1はアルバム・バージョンでの収録。